# 星野愛
星野 愛（ほしの あい、1980年5月3日 - ）は、東京都渋谷区生まれの俳人・政治家。

## 略歴
青山学院幼稚園、青山学院初等部、青山学院中等部・高等部、青山学院大学文学部英米文学科卒業。大学卒業後カナダへ留学。帰国後キャセイパシフィック航空に入社、地方空港所長等運航業務に携わる。旅客部マネージャーとして約8年間羽田・成田空港支店運営にも従事した。退社後、配偶者の仕事の都合により、香港・エストニア・シンガポールに滞在。
祖母の椿、父の高士に師事。現在は、専門貿易商社で総務・経理・人事部長を担う傍ら、俳句雑誌「玉藻」の出版、鎌倉虚子立子記念館の運営に携わり、伝統俳句の普及を目指し活動中。玉藻同人、日本伝統俳句協会評議員、国際俳句協会会員、現代俳句協会評議員。
2023年4月に行われた渋谷区議会選挙に日本維新の会公認で出馬し、第8位で当選。2025年4月1日付で自民党会派に異動（星野の会派入りに伴い、「渋谷区議会自由民主党議員団」から「渋谷区議会自由民主党・無所属議員団」に会派名が変更）。

## 親族
- 高祖父：高浜虚子 - 俳人・小説家
- 高祖父：星野天知 - 作家・教育家
- 曾祖母：星野立子 - 俳人
- 祖母：星野椿 - 俳人
- 父：星野高士 - 俳人